# Bajonett-Palmlilie
Die Bajonett-Palmlilie (Yucca treculiana, auch Yucca treculeana; Trivialnamen in verschiedenen Sprachen: Trecul´s Yucca, Spanish-Dagger, Spanish Bayonet, Don Quixotes-Lance, Pita, Palma-Pita, Palme de Datiles, Palma Loca, Texas-Bayonet) ist eine Pflanzenart der Gattung der Palmlilien (Yucca) in der Familie der Spargelgewächse (Asparagaceae).

## Beschreibung
Die solitär oder mit wenigen Stämmen wachsende Yucca treculiana erreicht eine Wuchshöhe von 2,5 bis 6 Meter. Die steifen, glatten, blauen, grauen, gelben faserlosen 0,4 bis 1,3 Meter langen Laubblätter sind variable angeordnet.
Der aufrecht, verzweigte, zwischen den Blättern beginnende, dichte Blütenstand wird 0,8 bis 1,3 Meter lang. Die kugelförmigen, glockenförmigen Blüten sind zwittrig und dreizählig. Die Blütenhüllblätter sind weiß bis cremefarben, manchmal ist der obere Teil der äußeren violett. Sie sind 2 bis 7,5 cm lang und breit. Die Blütezeit reicht von März bis April.
Die Bajonett-Palmlilie wird innerhalb der Gattung in der Sektion Yucca in die Serie Treculianae eingeordnet. Sie ist mit Yucca torreyi verwandt. Im Gegensatz zu dieser bildet sie jedoch keine Fasern an den Blatträndern.
Bei trockenem Stand ist die Bajonett-Palmlilie frosthart bis minus 15 °C. Exemplare sind in Denver, Colorado und in Albuquerque, New Mexico zu bewundern.

## Verbreitung
Die Bajonett-Palmlilie ist in der Chihuahua-Wüste in Mexiko in den Staaten Coahuila, Nuevo León, Tamaulipas, Durango und in den USA in Chaparral-Regionen verbreitet. Vergesellschaftet ist diese Art oft mit Yucca torreyi, Yucca elata, Yucca baccata, Yucca rupicola, verschiedenen Agaven-Arten und Kakteenarten.

## Systematik
Das Artepitheton treculiana ehrt den französischen Botaniker Auguste Adolphe Lucien Trecul (1818–1896), der die Art entdeckte.
Die Erstbeschreibung durch Élie-Abel Carrière wurde 1858 veröffentlicht. Ein weiteres Synonym folgte durch Susan Adams McKelvey unter dem Namen Yucca treculiana var. succulenta 1938.

## Bilder
Yucca treculiana in Texas:

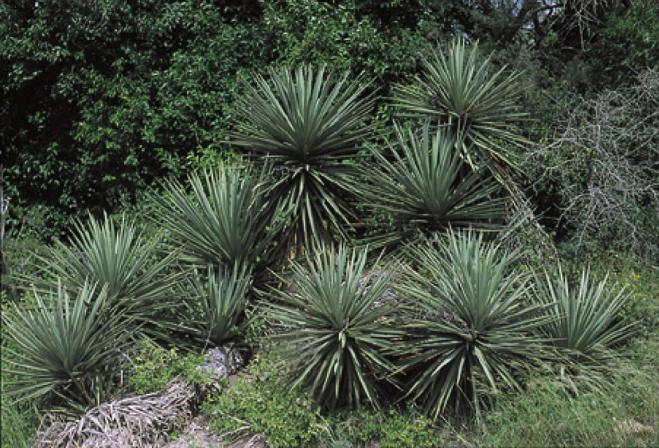
In verschiedenen Altersstufen.
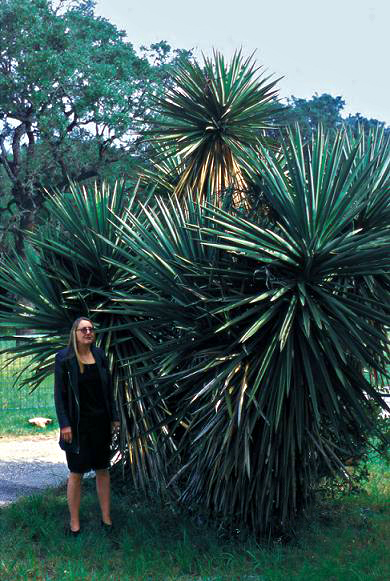
Adultes verzweigtes Exemplar.
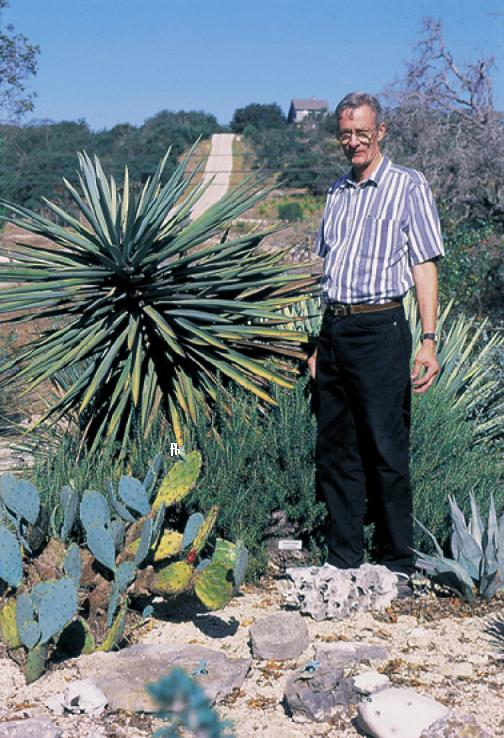
In Kultur.
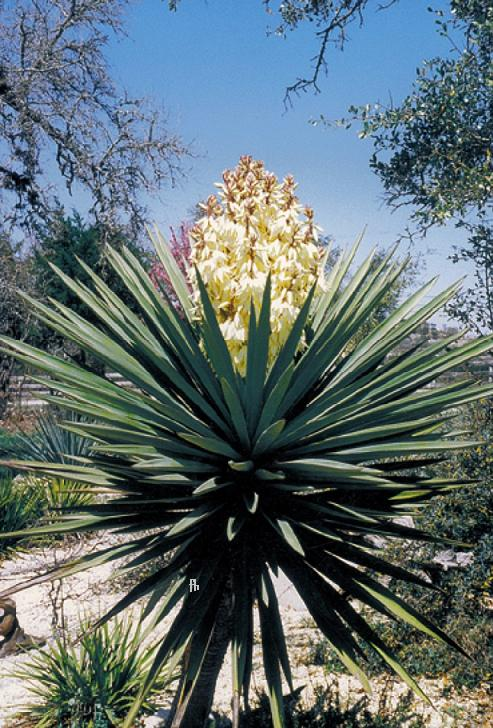
Mit Blütenstand in Kultur.